# Koinyra
Koinyra o Koinira (en griego: Κοίνυρα, romanizado: Koínyra) es una isla habitada al este de Thasos, frente a Koinyra de Thasos, en el mar de Tracia. Tiene una superficie de 0,352 km²,con una altitud media de 50 metros. Según el censo de 2011, tiene una población permanente de 5 habitantes. Administrativamente pertenece a la unidad municipal de Theologos en el municipio de Thasos. 
Se trata de un espacio protegido ya que pertenece a la Red Natura 2000,   mientras que la zona más amplia de Koinyra con el islote es un paisaje de especial belleza natural . 

## Datos de población
A continuación se muestra la población de la isla:   
| Año del censo        | 1961 | 1971 | 1981 | 1991 | 2001 | 2011 |
| Población real       | 0    | 0    | ;    | 0    | 4    | 4    |
| Población Permanente | ;    | ;    | ;    | 0    | 4    | 5    |

## Fotos

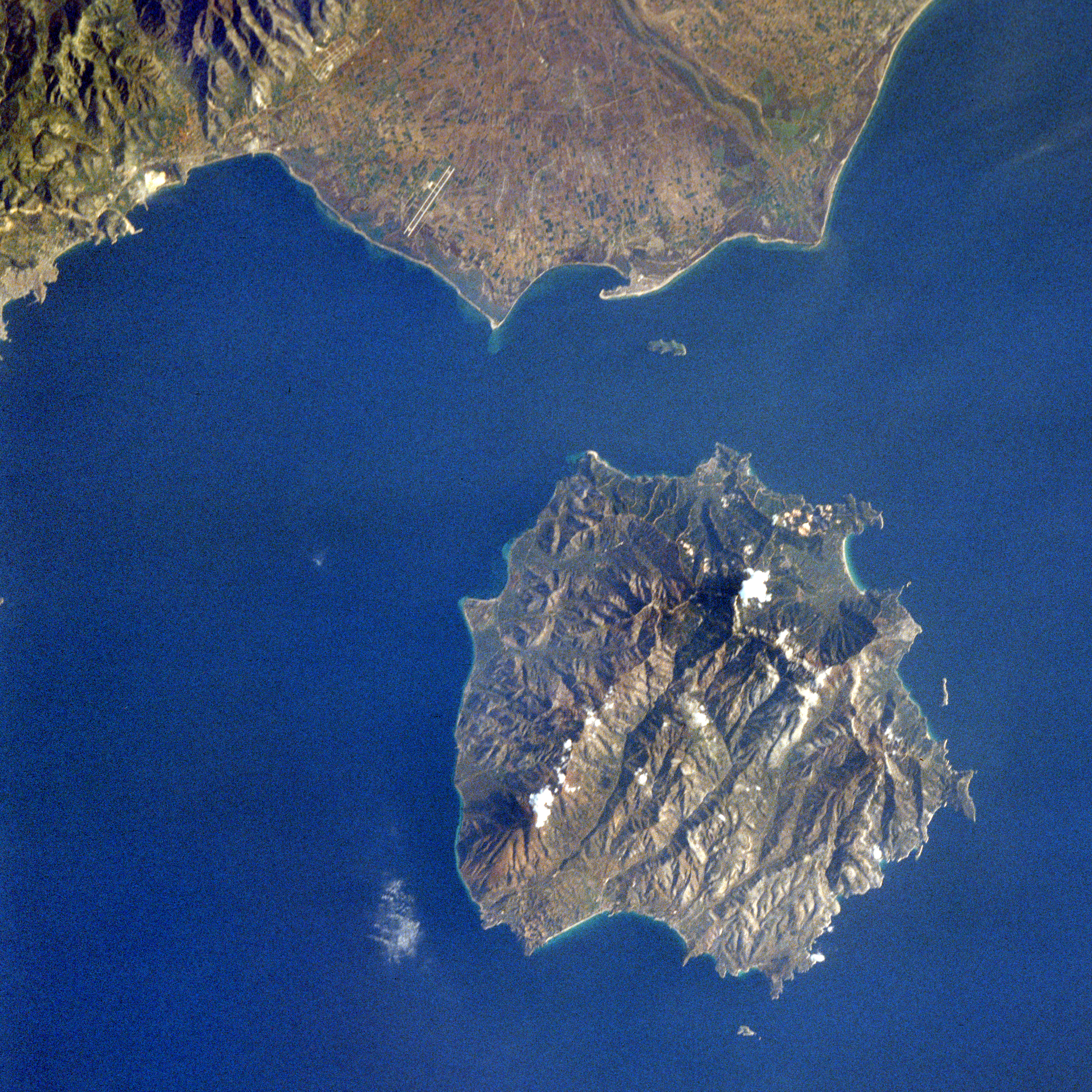
Al este-sureste de la isla de Tasos se encuentra el islote de Koinyra.
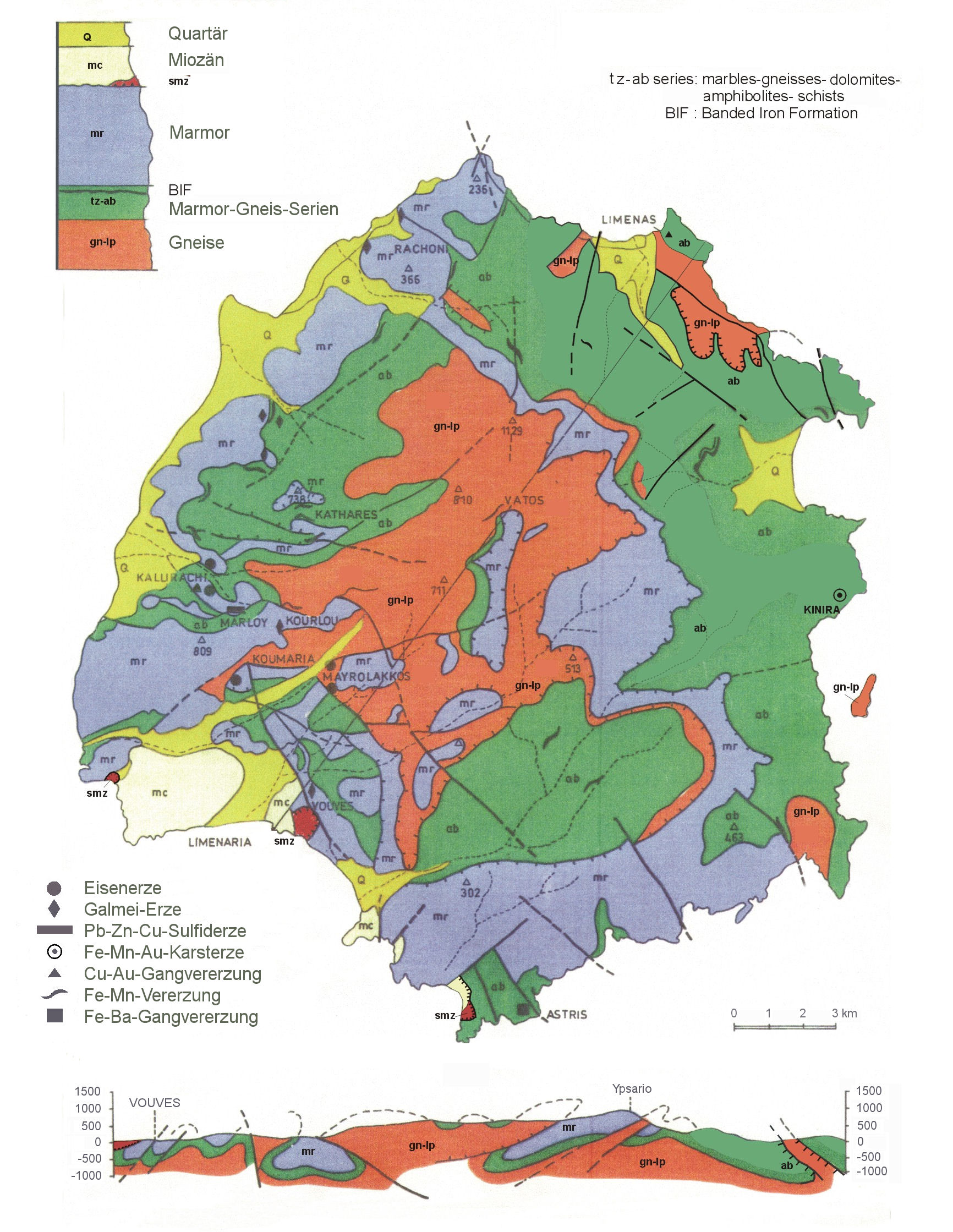
Mapa topológico de Thasos. En Koinyra se menciona la presencia de rocas gneis.